# بوكنج هولدنج
بوكنج هولدنج هي شركة في ولاية ديلاوير ومقرها في نوروولك بولاية كونيتيكت التي تمتلك وتدير العديد من مواقع محركات البحث واسعار الفنادق والرحلات وتشمل هذه المواقع أجودا دوت كوم وبوكنج دوت كوم. تدير الشركة مواقع في حوالي 40 لغة موزعة على 200 دولة. في عام 2017 ، تم تحقيق 89٪ من إجمالي أرباحها خارج الولايات المتحدة - استخدم معظمها موقع Booking.com.

## المواقع
يُعدُّ أجودا من أكبر المواقع العالمية لحجز الفنادق. انطلق من القارة الآسيوية في العام 1998، قبل أن يحقق انتشارًا سريعًا وكبيرًا في مختلف دول العالم. واشتهر بكونه الأرخص والأسهل والأكثر تطورًا، وهنالك العديدُ من الأمور التي يتفوق فيها أجودا على غيره من التطبيقات، كما يعتمد نظام “المفاجآت”، فلا يمكن أن تمرَّ خطوة في رحلتك دون ميزة ترافقها. من أهمِّ مميزات أجودا خياراته الكثيرة، حيثُ يضمُّ أكثر من 1.8 مليون فندق وشقة فندقية، بالإضافة إلى أماكن الإقامة الأُخرى: كالفيلات، والشقق المفروشة، والخيم والبانجالو، وغيرها الكثير من الخيارات.

## وصلات خارجية
- الموقع الرسمي